# پراکنش ریلی
پَراکنش ریلی (رایلی)، (به انگلیسی: Rayleigh scattering) گونه‌ای پراکنش کشسان نور یا دیگر امواج الکترومغناطیس است که به وسیله ذرات کوچکتر از طول‌موج، حتی اتم‌ها یا مولکول‌ها اتفاق می‌افتد.

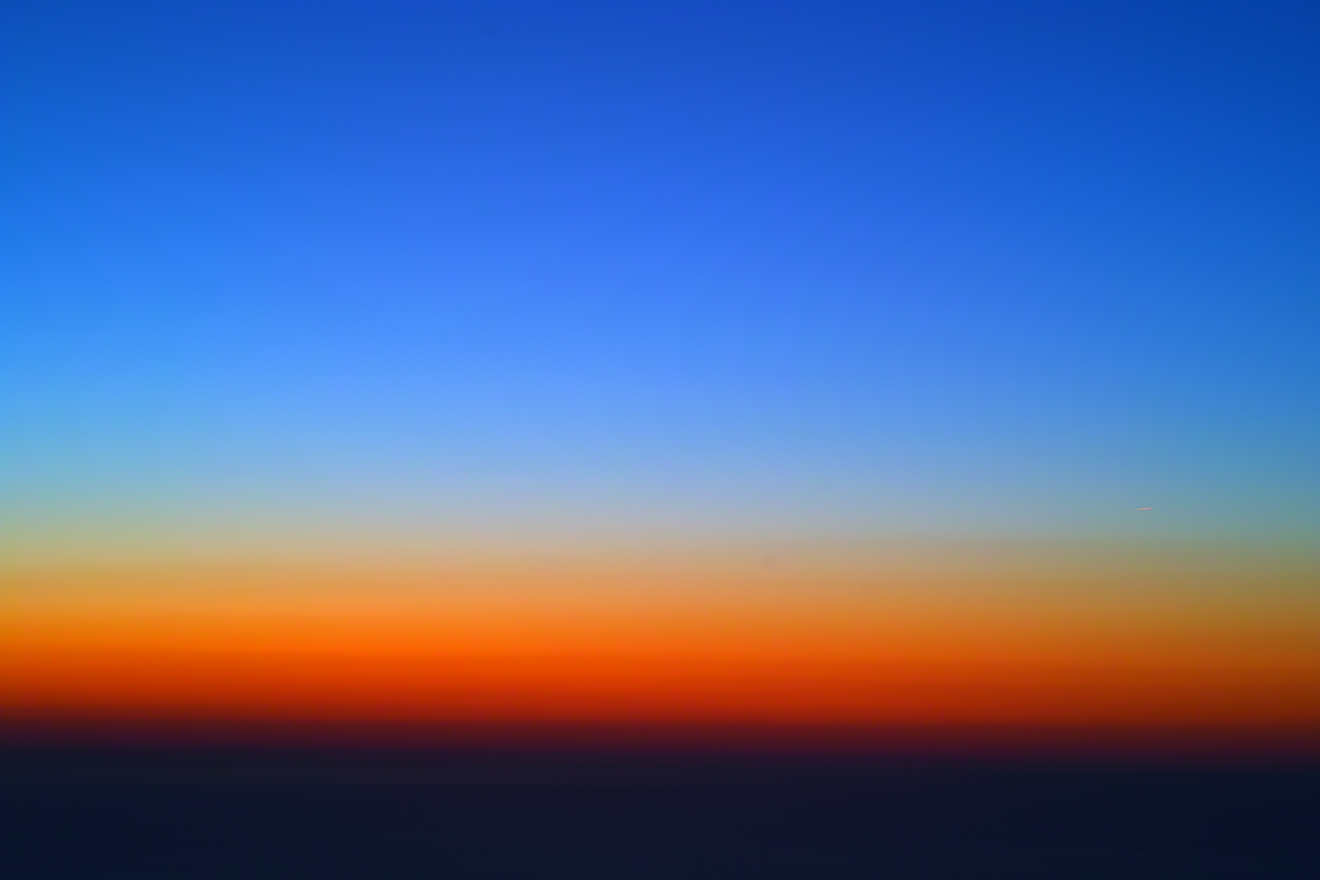
پراکنش رایلی نوعی کشسانی نور و عامل اصلی رنگ آبی آسمان و قرمز و نارنجی نزدیک غروب است و به افتخار تحقیقات فیزیک‌دان انگلیسی ویلیام رایلی نامگذاری شد.

## محیط تابش
این پراکنش بیشتر در گازها مشاهده می‌شود، اگرچه در مایع‌ها و جامدها هم ممکن است.

## رنگ آبی آسمان
پراکنش رایلی، تابعی از قطبیت‌پذیری الکتریکی ذرات است.
پراکنش رایلی نور سفید خورشید در جو باعث پراش تابش آسمانی می‌شود و دلیل رنگ آبی آسمان و رنگ زرد نور خورشید در روی سطح زمین، همین مسئله است.
نور خورشید به رنگ سفید است. نور به خط مستقیم سیر می‌کند و در برخورد با مولکول‌های درشت هوا مانند نیتروژن و حتی اتم‌ها مقداری از آن جذب‌شده و بقیه تجزیه‌شده و در جهت‌های مختلف پخش می‌شود. به دلیل اینکه نور آبی دارای طول‌موج بسیار کوتاه‌تری نسبت به نور قرمز و غیره دارد، با سرعت بالاتری در اتمسفر پخش‌شده و به چشم ما می‌رسد و ما آسمان را به رنگ آبی می‌بینیم. پدیده رایلی فقط در گازها اتفاق نمی‌افتد و در مایعات نیز اتفاق می‌افتد؛ آبی‌بودن دریا نیز به همین دلیل است. حتی دلیل رنگ آبی در چشم نیز همین پدیده است؛ در بدن انسان، ما رنگدانه تولیدکننده آبی نداریم.